# Phyllosticta ruscicola
Phyllosticta ruscicola är en svampart som beskrevs av Durieu & Mont. 1849. Phyllosticta ruscicola ingår i släktet Phyllosticta och familjen Botryosphaeriaceae.   Inga underarter finns listade i Catalogue of Life.